# Bulletin of the Atomic Scientists
Das Bulletin of the Atomic Scientists (Berichtsblatt der Atomwissenschaftler) ist ein nicht-technisches Magazin, das sich mit der globalen Sicherheit und Fragen dazu auseinandersetzt, insbesondere mit dem Thema eines möglichen thermonuklearen Krieges.
Die Organisation hinter dem Magazin ist die Non-Profit-Organisation The Bulletin mit Sitz in Chicago, Illinois.

## Geschichte
Das Magazin erscheint ohne Unterbrechung seit seiner Gründung durch eine Gruppe an Physikern des Manhattan-Projekts im Jahr 1945 nach den Atomangriffen auf Japan. Der initiale Name der Organisation war Atomic Scientists of Chicago (A. S. C.). Chicago galt zu Zeiten des Manhattan-Projekts mit den ersten Kernreaktoren (siehe Chicago Pile 1) und dem Metallurgical Laboratory als eines der frühen und wichtigen Orte der Forschung und Entwicklung der Kernenergie und Kernwaffen.

## Ziele
Die primären Ziele des Bulletins sind es, öffentlich über die Atompolitik zu debattieren und zu informieren und sich für die internationale Kontrolle von Kernwaffen einzusetzen. Es wird seit Januar 2009 von Sage Publications (heute Taylor & Francis) veröffentlicht und erscheint seitdem lediglich online und kostenlos.

## Themenbereich
Dazu zählen (Stand 2023 laut Website):
- Gefahren aus dem Bereich der Kernenergie, Kernwaffen, u. ä.
- Klimawandel
- Disruptive Technologien
- Biosicherheit bezogen auf biologische Waffen

## Veröffentlichungen
Bulletin veröffentlicht eine Vielzahl von Beiträgen, z. B. seit 1987 das Nuclear Notebook über Kernwaffenbestände unter Fachbetreuung von Hans M. Kristensen u. a., oder die Weltuntergangsuhr (Doomsday Clock).